# ارنست نیگل
ارنست نیگل (به انگلیسی: Ernest Nagel) (۱۶ نوامبر ۱۹۰۱ - ۲۰ سپتامبر ۱۹۸۵) فیلسوف علم آمریکایی بود. او به همراه رودولف کارناپ، هانس رایخنباخ و کارل همپل از افراد مهم جنبش پوزیتیویسم منطقی دانسته می‌شود.
نیگل در سال ۱۹۱۱ به ایالات متحده آمریکا مهاجرت کرد و در ۱۹۱۹ تابعیت آمریکایی گرفت. او از ۱۹۳۱ تا ۱۹۷۰ در دانشگاه کلمبیا، فلسفه تدریس می‌کرد.
او ابتدا طرفدار واقع‌گرایی منطقی بود، ولی بعدها هستی‌شناسی واقع‌بینانه را کنار گذاشت، و آن را با فلسفه علمی تجربی و نظری جایگزین کرد. کتاب او مقدمه‌ای بر منطق و روش علمی (۱۹۳۴) به کاربرد اصول منطقی در روش علمی در علوم طبیعی، اجتماعی، حقوقی و تاریخی می‌پردازد. او در کتاب منطق بدون متافیزیک (۱۹۵۷) به دفاع از تعبیر طبیعت‌گرایانه منطق پرداخته، و نیاز به هستی‌شناسی اصول منطقی-ریاضی را رد می‌کند. کتاب ساختار علم (۱۹۶۱) او به تحلیل توضیح‌دهی طبیعی، پرسش‌گری علی و ساختار منطقی دانش علمی پرداخته‌است.